# Proplatycnemis hova
Proplatycnemis hova – gatunek ważki z rodziny pióronogowatych (Platycnemididae). Endemit Madagaskaru.